# چاند تریسیرا
چاند تریسیرا (به لاتین: Chand Trisira) یک روستا در بنگلادش است که در استان باریسال و در ناحیه باریسال واقع شده است.